# Maurice Karkoff
Maurice Ingvar Karkoff, född 17 mars 1927 i Stockholm, död 20 januari 2013 på samma plats, var en svensk tonsättare, pianopedagog och musikkritiker. 

## Biografi
Karkoff valdes in som medlem i Föreningen svenska tonsättare 1954. Han är far till tonsättaren Ingvar Karkoff. Bland hans instrumentalverk märks symfonier och solokonserter, vidare opera och balettmusik samt kammarmusik och pianokompositioner. Han hade också en betydande vokal produktion. 
2006 tilldelades Karkoff det stora tonsättarpriset ur Christ Johnson Musik Pris Fund för en halvsekellång tonsättargärning innefattande många betydande orkesterverk på hög och jämn konstnärlig nivå.

## Priser och utmärkelser
- 1964 – Mindre Christ Johnson-priset för Variazioni per orchestra
- 1966 – Musikföreningens i Stockholm stipendium
- 1977 – Ledamot nr 812 av Kungliga Musikaliska Akademien
- 1983 – Atterbergpriset
- 1993 – Litteris et Artibus
- 1999 – Hugo Alfvénpriset
- 2006 – Stora Christ Johnson-priset för en halvsekellång tonsättargärning innefattande många betydande orkesterverk på hög och jämn konstnärlig nivå

## Filmmusik
- 1965 – Juninatt